# 布松巴拉
布松巴拉（英語：Busumbala），是西非國家甘比亞西部的小鎮，位於西部區的北孔博。根據甘比亞2009年所作的人口調查數據顯示，居住在布松巴拉的總人口數量為11,189人。根據甘比亞2009年所作的人口調查數據顯示，居住在布松巴拉的總人口數量為11,189人。